# Татаринов, Александр Алексеевич
Алекса́ндр Алексе́евич Тата́ринов (1817 — 24 сентября 1886) — русский дипломат, врач, китаевед, ботаник, писатель.

## Краткая биография
После окончания гимназии в Пензе поступил в Петербургскую медико-хирургическую академию, по окончании которой в 1840 году уехал в Пекин в статусе полномочного представителя России в Китае. В качестве врача 12-й русской духовной миссии пробыл там до 1850 года.
Хорошо владея китайским языком, изучал китайскую медицину. Составил атлас китайских лекарственных растений с собственными рисунками. После публикации результатов его исследований был удостоен степени доктора медицины. В окрестностях Пекина собирал также бабочек, которых передал в частную коллекцию профессионального садовода Василия Грея из Санкт-Петербурга, эти сборы были обработаны совместно с Отто Бремером и по ним описано много новых видов; все эти материалы в настоящее время хранятся в Зоологическом институте в Санкт-Петербурге.
В 1850 году, вернувшись в Петербург, работал переводчиком в Министерстве иностранных дел, затем снова был отправлен в Китай.
В 1851 году Татаринов был назначен первым русским консулом в Чугучаке. Принимал активное участие в составлении договора с китайским правительством об уступке Китаем России северного берега реки Амур.
После выхода в отставку в чине статского советника Татаринов жил в Пензе. Он служил мировым судьёй и состоял членом Пензенской городской думы.
Похоронен на Мироносицком кладбище города Пензы.
В честь Александра Алексеевича Татаринова назван один из китайских видов аира — Аир Татаринова (Acorus tatarinowii  Schott), а также ночная бабочка — бражник Татаринова Callambulyx tatarinovii (Bremer et Grey, 1853), которую он впервые собрал в Пекине.
В честь А. А. Татаринова назван мыс в Японском море (залив Ольги) — нанесён на карту в 1857 году экипажем пароходокорвета «Америка» и им же (экипажем) назван по фамилии участника плавания врача Александра Алексеевича Татаринова.

## Избранные статьи
- 1847 — Способы исследования причин насильственной смерти, употребляемые китайцами.
- 1853 — О состоянии медицины в Китае.
- 1853 — О кровообращении по понятиям китайской медицины.
- 1853 — Анатомо-физиологические понятия китайцев.
- 1857 — Catalogus medicamentorum Chinensium, quae Pekini comparanda et determinanda curavit A. Tatarinow (лат.)
- 1857 — Об употреблении болеутоляющих средств при операциях и о водолечении в китайской медицине.